# Anizotropija
Anizotropíja (izraz izvira iz dveh starogrških besed starogrško ἰσόω: isóo – neenakomerno in starogrško τρόπος: trópos – smer, ter prefiksa starogrško ἀν: án, ki pomeni negacijo) je lastnost nekaterih snovi, ki se kaže v tem, da je neka lastnost odvisna od smeri. Nasprotni pojem je izotropija, kjer lastnost ni odvisna od smeri. Velikost anizotropije se lahko določa kot razliko v lastnostih vzdolž različnih smeri. Zgled anizotropije je anizotropija prasevanja.